# Виноградов Павло Володимирович
Виноградов Павло Володимирович (* 31 серпня 1953, Магадан) — російський космонавт. 87-й космонавт Росії, 360-й космонавт світу. Здійснив 3 космічних польоти, під час яких провів у відкритому космосі 38 год. 25 хв.

## Біографія
Народився 31 серпня 1953 року в місті Магадан, РСФРР. В 1970 році закінчив Анадирську середню школу № 1. Був неодноразовим призером фізико-математичних олімпіад міста.
З 1971 року Виноградов навчався в Московському авіаційному інституті на факультеті «Літальні апарати», який закінчив у 1977 році. Після закінчення інституту працював інженером в ракетно-космічній корпорації «Енергія» ім. С. П. Корольова.
Павло Виноградов був відібраний у групу космонавтів корпорації «Енергія» у березні 1992 року. З 1992 по 1994 роки пройшов підготовку до космічних польотів у центрі підготовки космонавтів ім. Ю. О. Гагаріна.

### Сім'я
Виноградов одружений, має трьох дітей.

### Космічні польоти

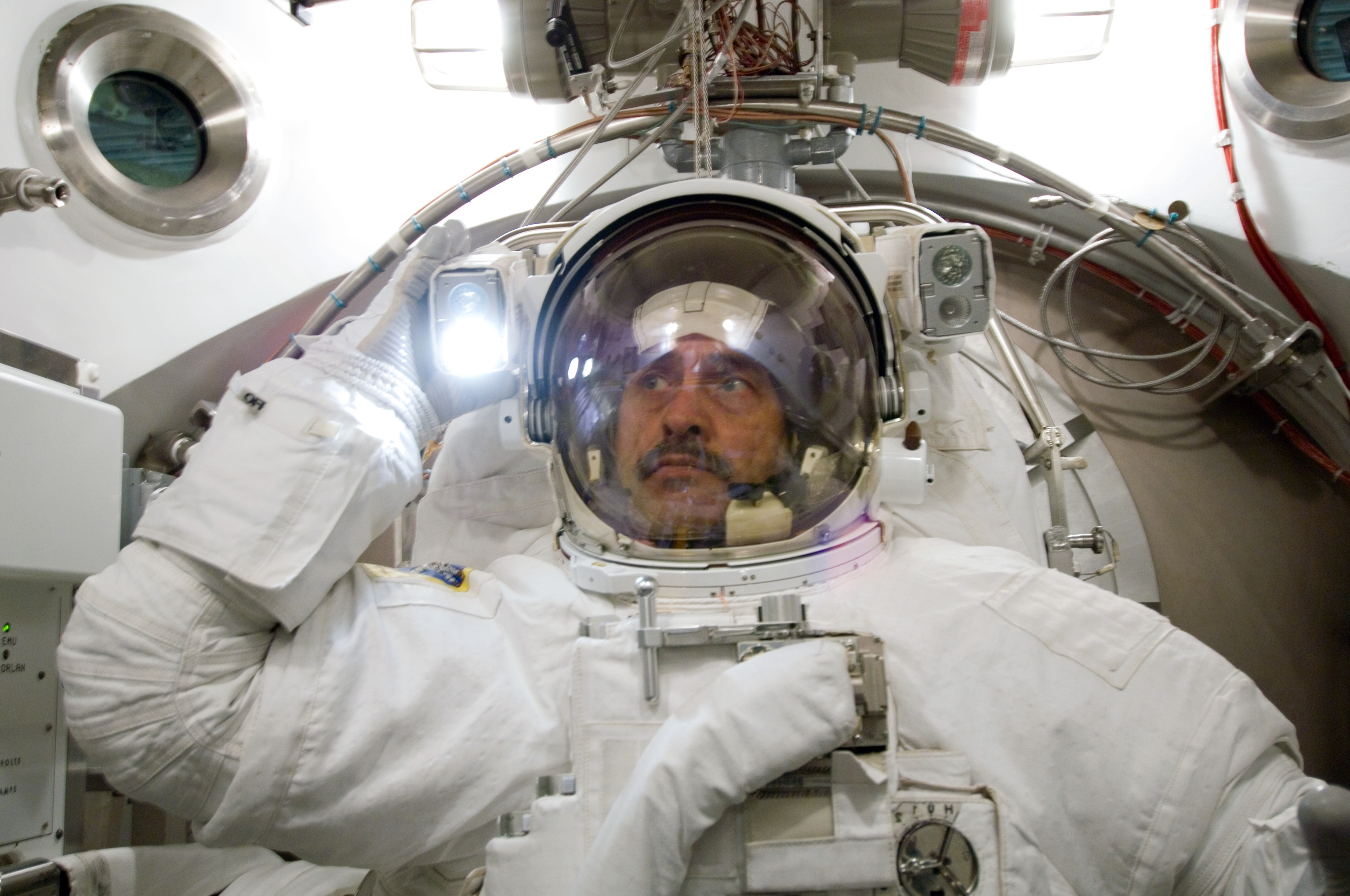
Павло Виноградов проходить тренування в американському скафандрі.

Виноградов був дублером бортінженера корабля «Союз ТМ-22», який відправився в космос 3 вересня 1995 року.
Перший космічний політ Павло Виноградов зробив як бортінженер корабля «Союз ТМ-26» і 24-ї основної експедиції на космічній станції «Мир», командиром екіпажу був Анатолій Соловйов. Корабель «Союз ТМ-26» стартував з космодрому Байконур 5 серпня 1997 року та 7 серпня зістикувався зі станцією «Мир». У цей час на станції «Мир» перебував екіпаж 23-ї основної експедиції Василь Циблієв, Олександр Лазуткін і американський астронавт Майкл Фоул. Космонавти Циблієв і Лазуткін покинули станцію 14 серпня 1997 року. 29 вересня 1997 року до станції «Мир» прибув американський  шатл «Атлантіс» STS-86. Відбулася заміна американських членів екіпажу станції: Майкл Фоул відправився на Землю, а Дейвід Вулф залишився на станції. 24 січня 1998 року до станції «Мир» прибув американський шаттл «Індевор» STS-89. Відбулася чергова зміна американського члена екіпажу станції: замість Девіда Вульфа на станції залишився Ендрю Томас. 31 січня 1998 року до станції пристикувався корабель «Союз ТМ-27», на якому прибули космонавти 25-ї основної експедиції «Мир»: Талгат Мусабаєв і Микола Бударін, а також, з коротким відвідуванням станції, французький космонавт Леопольд Ейартц. Виноградов, Соловйов і Ейартц повернулися на Землю 19 лютого 1998 року. Під час цієї експедиції Павло Виноградов провів 197 діб 17 годин і 34 хвилини в космосі. Під час польоту Павло Виноградов і командир експедиції Анатолій Соловйов виконали п'ять виходів у відкритий космос загальною тривалістю 25 годин 16 хвилин.
Згодом Виноградов пройшов підготовку як командир корабля «Союз ТМА-8» і 13-го довготривалого екіпажу Міжнародної космічної станції. Старт корабля «Союз ТМА-8» відбувся 30 березня 2006 року з космодрому Байконур.
Третій політ П. Виноградов здійснив у складі екіпажу «Союз ТМА-08М» 28 березня 2013 року як командир корабля і основної експедиції МКС-35. Здійснивши цей старт у віці 59 років, Павло Виноградов стан найстаршим російським космонавтом.
Загалом провів у космосі 546 діб 22 год. 32 хв.

## Нагороди
- 24 квітня 2008 президент В. В. Путін підписав Указ про нагородження інструктора-космонавта-випробувача Виноградова Павла Володимировича орденом «За заслуги перед вітчизною» IV ступеня. Цієї нагороди Виноградов удостоєний за другий космічний політ, здійснений за програмою МКС-13 з березня по вересень 2006 року.
- Герой Російської Федерації (10 квітня 1998) — за мужність і героїзм, проявлені під час тривалого космічного польоту двадцять четвертої основної експедиції на орбітальному науково-дослідному комплексі «Мир»[2]
- Орден «За заслуги перед Вітчизною» IV ступеня (2008)[3]
- Льотчик-космонавт Російської Федерації (10 квітня 1998)